# Женлай
«Женлай» (кат. Club Esportiu Jenlai) — професіональний андоррський футбольний клуб із перрокії Ескальдес-Енгордань, заснований 2008 року.

## Історія
Команда була заснована в 2008 році під назвою «Атлетик Америка», і незабаром була перейменована в Женлай. У сезоні 2008/09 років клуб вперше взяв участь Сегона Дівісіо, того сезону «Женлай» посів останнє 7-ме місце. У наступному сезоні команда посіла 4-те місце, а в Кубку Андорри дійшла до 1/8 фіналу, що є найкращим результатом за всю історію виступів у цьому турнірі. У сезоні 2010/11 років клуб вилетів з Сегона Дівісіо після того як посів останнє 10-те місце. До другого дивізіону команда повернулася в сезоні 2013/14 років, тоді «Женлай» посів друге місце та отримав право взяти участь в плей-оф за право виходу до Прімера Дівісіо. За сумою двох поєдинків команда поступилася з рахунком 1:6 Інтеру (Ескальдес) і залишилася в другому дивізіоні. Два сезони по тому «Женлай» виграв путівку до Прімера Дівісіо після того як став переможцем Сегона Дівісіо.
Спочатку команда була заснована та вкомплектована в основному перуанськими гравцями. Нинішній герб клубу (станом на 2013 рік) є дещо видозміненим перуанським гербом.

## Досягнення
- Сегона Дівісіо
  -  Чемпіон (1): 2015/16
  -  Срібний призер (1): 2013/14

## Статистика виступів у національних турнірах
| Сезон   | Дивізіон       | Місце в чемпіонаті | Іг | В  | Н | П  | ЗМ | ПМ | О  | Кубок Андорри | Примітки                                 |
| ------- | -------------- | ------------------ | -- | -- | - | -- | -- | -- | -- | ------------- | ---------------------------------------- |
| 2008/09 | Сегона Дівісіо | 7                  | 11 | 0  | 1 | 10 | 11 | 63 | 1  | 1/16 фіналу   |                                          |
| 2009/10 | Сегона Дівісіо | 4                  | 20 | 10 | 6 | 4  | 52 | 28 | 36 | 1/8 фіналу    |                                          |
| 2010/11 | Сегона Дівісіо | 10                 | 18 | 3  | 1 | 14 | 25 | 68 | 10 |               | Вибування                                |
| 2013/14 | Сегона Дівісіо | 2                  | 20 | 13 | 2 | 5  | 75 | 46 | 41 | 1/32 фіналу   | Плей-оф за збереження місця в чемпіонаті |
| 2014/15 | Сегона Дівісіо | 11                 | 10 | 0  | 0 | 10 | 5  | 48 | 0  |               |                                          |

## Склад команди
Станом на 14 лютого 2016
| №  | Поз. | Нац.       | Гравець               |
| -- | ---- | ---------- | --------------------- |
| 1  | ВР   | Португалія | Нельсон Тейшейра      |
| 2  | ЗХ   | Іспанія    | Хорді Сантакрус       |
| 3  | ЗХ   | Еквадор    | Рожер Замбрано        |
| 4  | ЗХ   | Андорра    | Гілберт Санчес        |
| 5  | ПЗ   | Португалія | Дуарте Асеведу        |
| 6  | ЗХ   | Андорра    | Елдер да Сільва       |
| 7  | НП   | Португалія | Рікарду Карвалью      |
| 8  | ПЗ   | Іспанія    | Андреу Грау           |
| 9  | НП   | Іспанія    | Хосе Ріверо (капітан) |
| 10 | ПЗ   | Іспанія    | Карлес Валлс          |
| 11 | ПЗ   | Уругвай    | Даніел Вас            |
| 12 | НП   | Андорра    | Хаві Сімон            |
| 13 | ВР   | США        | Сол Леон              |

| №  | Поз. | Нац.       | Гравець            |
| -- | ---- | ---------- | ------------------ |
| 14 | ПЗ   | Андорра    | Дієго Маріньйо     |
| 15 | ПЗ   | Андорра    | Жоель Альфонсо     |
| 16 | ЗХ   | Іспанія    | Лопес Мартінс      |
| 17 | ПЗ   | Андорра    | Мануель Альбіно    |
| 18 | ПЗ   | Португалія | Нуну Барраш        |
| 19 | НП   | Аргентина  | Федеріко Піскулічі |
| 20 | ПЗ   | Андорра    | Домінік Перейра    |
| 21 | НП   | Португалія | Макс Ролдан        |
| 23 | НП   | Андорра    | Жоао Велезо        |
| 24 | ПЗ   | Андорра    | Іван Гарсія        |
| 26 | ЗХ   | Португалія | Sergio Coelho      |
| -  | ВР   | Нігерія    | Фрідей Годсвілл    |

## Відомі тренери
- Хуан Альберто Паррага (2013—т.ч.)